# ハローズ西宮山口モール
ハローズ西宮山口モール（ハローズにしのみややまぐちモール）は、兵庫県西宮市山口町下山口にあるショッピングセンター。現時点でハローズ最東端の店舗。西宮市山口地域では初となる複合商業施設。
かつてこの場所にあったコープ西宮北についても述べる。

## 概要
兵庫県東部1号店として、2023年11月1日にオープンした。ハローズでは珍しい、エンクローズドモール型・3階建て・居抜きの店舗。前身のコープ西宮北は1997年6月14日にオープンし、不採算店舗削減のため、2023年2月16日に閉店した。
当初は夏のオープン予定で、改装工事は急ピッチで進められたが、オープン日は延期され11月となった。店舗棟は新築同様に改装されているが、駐車場棟は看板の色・ロゴ変更のみになっている。コープこうべにより設置されたものと思われる、時計台・街の地図等は撤去されている。
コープ西宮北末期のテナントは1階に美容院・Pantasy・池田泉州銀行ATM・クリーニングおさきがあり、2階には直営衣料品売場・Seria、3階には組合員集会所があった。過去には1階にマクドナルド、2階に書店があった。
ハローズ西宮山口モールにはコープ西宮北時代にあったSeria・クリーニングおさきが再入居し、新たにしまむら、中兵庫信用金庫ATM、おたからや、カーブス、ヘアーサロンベスト、eco-sole♪が入居することになった。
ハローズの店舗には基本、セブン銀行ATM・イーネットATMのどちらかがあるが、西宮山口店には設置されていない。徒歩5分の位置にある万代には改装休業後、セブン銀行ATMが設置された。

## 沿革
- 2023年
  - 11月1日 - ハローズ、中兵庫信用金庫ATMがオープン。
  - 11月10日 - Seria、クリーニングおさきがオープン。
  - 12月13日 - ファッションセンターしまむらがオープン。

- 2024年
  - 2月29日 - セルフレジを導入。
  - 4月15日 - おたからやがオープン。
  - 4月16日 - カーブスがオープン。
  - 7月29日 - eco-sole♪がオープン。

- 2025年
  - 3月21日 - ヘアーサロンベストがオープン。

## テナント

### 3階
- カーブス（フィットネス）

### 2階
- ファッションセンターしまむら（衣料品店）
- Seria（100円ショップ）
- おたからや（リサイクルショップ）
- ヘアーサロンベスト（美容院）
- eco-sole♪（雑貨店）

### 1階
- ハローズ（スーパーマーケット）
- クリーニングおさき（クリーニング）
- 中兵庫信用金庫（店内ATM）

## 交通アクセス

### 鉄道・バス
- 神戸電鉄三田線 岡場駅から - バスで23分（丸山下バス停）

### 自動車
- 中国自動車道 西宮北ICから - 兵庫県道82号大沢西宮線、国道176号経由で4分